# Arisaema anomalum
Arisaema anomalum är en kallaväxtart som beskrevs av William Botting Hemsley. Arisaema anomalum ingår i släktet Arisaema och familjen kallaväxter. Inga underarter finns listade.